# آركو (قرية)
آركُو قرية بجزيرة جربة بالجنوب التونسي. تقع في معتمدية جربة ميدون، وهي إحدى معتمديات جزيرة جربة الثلاثة.

## مواضيع ذات علاقة
- جربة.
- معتمدية جربة ميدون.
- حومة السوق.
- ميدون.

## وصلات خارجية
1. ↑  "المناطق الترابية (العمادات) حسب الولايات والمعتمديات". اطلع عليه بتاريخ 2024-11-30.